# Condado de Cabarrus
O Condado de Cabarrus é um dos 100 condados do estado americano da Carolina do Norte. A sede do condado é Concord, e sua maior cidade é Concord. O condado possui uma área de 945 km² (dos quais 2 km² estão cobertos por água), uma população de 131,063 habitantes, e uma densidade populacional de 139 hab/km² (segundo o censo nacional de 2000). O condado foi fundado em 1792.